# Талышский педагогический техникум
Талышский педагогический техникум (тал. Tolyšə pedagoži texnikum) — учебное заведение для подготовки кадров для талышских школ обучающее на талышском языке, расположенное в городе Ленкорани.   

## История
С 1920-х годов начался период политики коренизации, создания и развития социальных и культурных институтов для талышей. С целью ликвидации неграмотности среди талышей в в 1928 году на основе латинской графики был создан алфавит талышского языка. В этот период были открыты школы на талышском языке, а в городе Ленкорань был организован Талышский педагогический техникум. Были написаны учебники для неполного среднего образования до 6 класса талышских школ. В период 1930—1938 гг. на талышском языке было издано много переводов художественной литературы, талышский язык был исследован и азербайджанскими учеными языковедами. 
В 1933 году в Азербайджанской ССР всего функционировало 27 педагогических техникумов, из которых в девяти велось обучение на языках национальных меньшинств в частности для талышей в Ленкорани функционировал Талышский педагогический техникум. Роль этого учебного заведения в формировании талышской интеллигенции неоценима. Ленкоранский Талышский педагогический техникум был создан в сентябре 1924 году под названием «Дарулмуаллимейн». Первым директоров был Теймур Ширали оглы Шахвердиев. В 1930-1931 годах эту должность занимал талышский поэт и общественный деятель Зульфугар Ахмедзаде. 
В первый учебный год в школе обучались 40 детей. Программа обучения включала родной язык, литературу, русский язык, педагогику, физику, химию, природу, географию, историю, музыку, социальное образование и другие предметы. Первый выпуск школы состоялся в 1929 году. 
Деятельность педагогического техникума охватывала сразу несколько районов с компактным проживанием талышей: Ленкоранский, Масаллинский, Астаринский, Вергядузский (Ярдымлинский), Зувандский (Лерикский) районы. Преподавание велось на талышском и азербайджанском языках. В техникуме было 9 групп (по числу групп техникум уступал только Бакинскому (23 группы) и Гянджинскому (21 группа техникума).
В 1935—1936 учебном году в техникуме были открыты ещё 3 талышских группы и количество обучающихся достигло 245. Определенное количество талышей также обучались в других педтехникумах Азербайджана.
Процесс формирования представителей талышской интеллигенции продолжался до 1937 года, года страшных репрессий. За ним последовал указ 1938 года о включении русского языка, как обязательного предмета, в учебные планы. Преподавание на талышском языке в средних общеобразовательных школах и в Талышском педагогическом техникуме были прекращены. Талышские студенты в результате притеснений, стали записываться «азербайджанцами». Вследствие этого в 1938 году по статистическим данным, в ВУЗах Азербайджанской ССР обучалось 3 талыша, а в последующие годы эта цифра снизилась до нуля.
В 1940 году техникум закрыли и превратили в военный госпиталь. Учащиеся школы завершили обучение в Баку, Шуше, Сальяне и других педагогических техникумах. После войны техникум в Ленкорани был восстановлен.